# Armoiries de l'État de Victoria
Les armoiries l'État de Victoria sont le symbole officiel de l'État de Victoria, en Australie. Victoria fut le premier État d'Australie à obtenir des armoiries, octroyées le 6 juin 1910 par le roi George V. L'État avait été nommé ainsi en 1851 par sa grand-mère, la reine Victoria . Après l'adoption du Epacris impressa comme emblème de l'État, Élisabeth II a signé par décret royal le 28 mars 1974, l'ajout de la plante du blason. 

## Blasonnement
Écu d'azur à la constellation de la Croix du Sud d'argent ; timbré d'un heaume sommé d'un kangourou au naturel, issant d'une couronne d'argent et d'azur et tenant en ses pattes une couronne royale d'or ; supporté à dextre par une allégorie de la Paix vêtue d'argent et d'une cape d'azur, couronnée de lauriers et tenant à la main une branche d'olivier et à sénestre par une allégorie de la Prospérité vêtue d'argent et d'une cape de gueules, couronnée d'une guirlande de grain et tenant une corne d'abondance ; soutenu par un lambel d'argent portant la devise: "Paix et prospérité".